# Calycorectes
Calycorectes (sinónimos botânicos: Catinga, Schizocalomyrtus e Schizocalyx) é um género botânico pertencente à família Myrtaceae, nativo da América do Sul até ao México. É particularmente presente na Amazónia, Brasil meridional, Paraguai e Argentina. É pouco representado no Uruguai. Caracteriza-se por ter o hipanto elevado sobre o ovário, lóculos multiovulados e cotilédones concrescidos entre si e botões fechados que se abrem de forma irregular. É aparentado ao género Eugenia, tendo sido sugerido por alguns botânicos, como Landrum & Kawasaki, em 1997, que fosse agregado a este último género. A espécie Eugenia feijoi, O. Berg. é considerada como um elo filogenético entre os dois géneros, apresentando anteras lineares e oblongas.

## Espécies
- Calycorectes acutatus, (Miq.) Toledo
- Calycorectes ambivalens, M.Sobral
- Calycorectes australis, C.D.Legrand
- Calycorectes batavorum, McVaugh
- Calycorectes belemii, J.R.Mattos
- Calycorectes bergii, Sandwith
- Calycorectes beruttii, J.R.Mattos
- Calycorectes costata, J.R.Mattos & D.Legrand
- Calycorectes cubensis, Griseb.
- Calycorectes cucullatus, J.R.Mattos
- Calycorectes densiflorus, Nied. in Engl. & Prantl
- Calycorectes dominicanus, J.R.de Mattos
- Calycorectes duarteanus, C.D.Legrand
- Calycorectes ekmanii, Urb.
- Calycorectes enormis, McVaugh
- Calycorectes ferrugineus, J.R.Mattos
- Calycorectes fluminensis, J.R.Mattos
- Calycorectes grandifolius, Berg
- Calycorectes guyanensis, J.R.de Mattos
- Calycorectes heringerianus, J.R.de Mattos
- Calycorectes langsdorffi, Berg
- Calycorectes latifolius, O.Berg
- Calycorectes legrandii, J.R.Mattos
- Calycorectes lourteigii, J.R.Mattos & D.Legrand
- Calycorectes macrocalyx, Rusby
- Calycorectes maracayuensis, Barb.Rodr.ex Chod. & Hassl.
- Calycorectes martianus, Berg
- Calycorectes maximus, McVaugh
- Calycorectes mexicanus, Berg
- Calycorectes minutifolius, J.R.de Mattos
- Calycorectes moana, A.Borhidi & O.Muniz
- Calycorectes orlandoi, J.R.de Mattos
- Calycorectes ovigerus, Guillaumin
- Calycorectes paraguayensis, J.R.Mattos
- Calycorectes paranaensis, J.R.de Mattos
- Calycorectes pirataquinensis, J.R.de Mattos
- Calycorectes pohlianus, (O.Berg) Benth. ex Nied.
- Calycorectes protractus, Griseb.
- Calycorectes psidiiflorus, (O.Berg) M.Sobral
- Calycorectes riedelianus, O.Berg
- Calycorectes rodriguesii, J.R.Mattos & D.Legrand
- Calycorectes rogersianus, J.R.de Mattos
- Calycorectes rubiginosa, Guillaumin
- Calycorectes schottianus, Berg
- Calycorectes schultzianus, J.R.de Mattos
- Calycorectes sellowianus, Berg
- Calycorectes striatulus, J.R.Mattos
- Calycorectes teixeireanus, J.R.de Mattos
- Calycorectes widgrenianus, Nied. in Engl. & Prantl
- Calycorectes wurdackii, McVaugh
- Calycorectes yatuae, McVaugh